# Kanadische Badmintonmeisterschaft 2005
Die Kanadische Badmintonmeisterschaft 2005 fand vom 1. bis zum 5. Februar 2005 im Atwater Club in Montreal statt.

## Medaillengewinner
| Disziplin    | Gold                        | Silber                                 | Bronze                        |
| ------------ | --------------------------- | -------------------------------------- | ----------------------------- |
| Herreneinzel | Andrew Dabeka               | Bobby Milroy                           | Mathieu Laforest              |
| Herreneinzel | Andrew Dabeka               | Bobby Milroy                           | Kyle Foley                    |
| Dameneinzel  | Anna Rice                   | Denyse Julien                          | Jody Patrick                  |
| Dameneinzel  | Anna Rice                   | Denyse Julien                          | Charmaine Reid                |
| Herrendoppel | Mike Beres William Milroy   | Philippe Bourret Jean Philippe Goyette | Keith Chan Justin Mullaly     |
| Herrendoppel | Mike Beres William Milroy   | Philippe Bourret Jean Philippe Goyette | Mathieu Laforest Brian Prevoe |
| Damendoppel  | Charmaine Reid Helen Nichol | Milaine Cloutier Denyse Julien         | Amélie Felx Florence Lavoie   |
| Damendoppel  | Charmaine Reid Helen Nichol | Milaine Cloutier Denyse Julien         | Valérie Loker Sarah MacMaster |
| Mixed        | William Milroy Tammy Sun    | Philippe Bourret Helen Nichol          | Keith Chan Lindsay Smith      |
| Mixed        | William Milroy Tammy Sun    | Philippe Bourret Helen Nichol          | Bryan Moody Milaine Cloutier  |